# ك. كريشنا موهان
ك. كريشنا موهان (بالإنجليزية: K. Krishna Mohan)‏ هو منافس ألعاب قوى هندي، ولد في 21 أغسطس 1984.

## وصلات خارجية
- ك. كريشنا موهان على موقع الاتحاد الدولي لألعاب القوى (الإنجليزية)